# Адам Косанић
Адам Косанић (Избиште, 6. април 1802 — Панчево, 4. јул 1875) био је војник и капетан, кључну улогу одиграо је у револуцији 1848–1849 у Банату, а посебно се истакао у бици код Панчева. Потекавши из војничке породице и сам се одлучио за војнички позив, иако је био талентован и за спорт, а био је и одличан математичар. Био је ожењен Александром Радић, ћерком капетана Јована Радића, са којом је имао шесторо деце, три ћерке и три сина. Одликован је титулом витеза реда Гвоздене круне III степена, као и ратном медаљом и официрским и службеним знамењем. Био је почасни грађанин Панчева.

## Биографија
Адам Косанић рођен је у српској официрској породици, која је служила у аустријској царској краљевској војсци, као најмлађе дете оца Михаила и мајке Марије. Његов прадеда надпоручник Михаило Косанић борио се под принцом Евгенијем (Еугеном) Савојским. Михаилов син Стефан служио је као капетан у Румунско-банатској пуковнији. Адамов стриц Лазар био је натпоручник, погинуо је 1799. као добровољац код Дутлингена, у Немачкој. Стефанов син и Адамов отац Михаило (1759-1828) рођен је у Рачи и такође је био капетан. Адамова мајка Марија (1763-1832), пореклом из породице Михаиловић из Белегиша у Срему, удала се 1786. за Михаила Косанића.
Адам је основна знања стекао у немачкој школи у Хомолићу, бавио се спортом и био добар рвач и тркач. Од детињства је волео војску и оружје, био је и добар ловац. Када му се отац пензионисао 1808. године породица се преселила у Баваниште, а Адам је прешао у српску школу. У то време за бригадира је у Панчево дошао генерал Михаило Михаиловић, који је 1819. године по одобрењу Дворског ратног савета подигао математчки (војни) завод, за чијег питомца је изабран и Адам. Као најбољи од шездесет питомаца, ради премеравања и насељавања Мраморка, Адам је додељен геометру натпоручнику Трифуну Тодоровићу.

## Војна каријера
Почетком 1820. године примљен је у кадете XII Немачко-банатске граничарске регименте, где је из године у годину веома брзо напредовао и добијао нове чинове. Овом приликом је обављао послове геометра широм Границе. Увек је био међу најбољим официрима, и као војни питомац и у војној служби. За пуковнијског кадета произведен је 1820. године, а школовање је завршио 1822. као геометар. Радио је на премеравању земљишта у Банату све до 1831. а исте године је постао заставник, наредне потпоручник, а 1841. натпоручник. Крајем 1848. произведен је у чин капетана, годину дана касније на сопствени захтев је пензионисан.

## Револуција 1848.
На почетку револуције налазио се на италијанском ратишту, где је био и рањен у кук при нападу на Вићенцу. Након опоравка у главној болници у Верони, који је трајао десет недеља, враћа се у Панчево. По наређењу војводе Шупљикца требало је да припреми народне устанике у околним местима Јабуци, Глогоњу, Сефкерину, Опову, Баранди и Сакулама. Када је видео у колико се лошем стању војска налази, кренуо је да ради на дисциплини и увежбавању војника и на опште изненађење направио је батаљон сасвим извежбан и справан за бој.
Адам Косанић се највише истакао у бици код Панчева. Мађарска војска под командом генерала Ернеа Киша напала је рано ујутру 2. јануара 1849. године Панчево, као главно упориште српског покрета у јужном Банату. Мађарске снаге су биле знатно бројније, али је командант Стеван Книћанин приметио да се колебају, те је наредио противнапад. Фердинанд Мајерхофер који је командовао српским снагама предлагао је да се Панчево напусти и да војска пређе у Србију. Стеван Книћанин и Адам Косанић нису желели да дозволе да се то деси и борбе су настављене. Мађарске снаге биле су потпуно растурене када су се нашле у директном сукобу са Косанићевим одредом. Мађарска војска се повлачила.
Велику захвалност дуговали су Панчевци Книћанину и Косанићу, чак су и Мађари истицали Адама Косанића као победника код Панчева, али су често пораз генерала Киша приписивали необично оштрој зими. Книћанин је овако говорио: Господо моја, хвалу никако не примам, него сви ми што овде стојимо, имамо једно да заблагодаримо овоме капетану Косанићу на сјајној победи што је получисмо, е без њега изгубили бисмо све наше топове, а по свој прилици састали бисмо се под окриљем ноћи тек у Панчеву; ако ли за кога господо моја, што чинити мислите, чините то само за овога капетана.